# Janša
Janša je priimek v Sloveniji, ki ga je po podatkih Statističnega urada Republike Slovenije na dan 1. januarja 2010 uporabljalo 320 oseb.

## Znani slovenski nosilci priimka
- Ada Bar Janša (*1934), etnologinja - konservatorka stavbne dediščine
- Anka Janša (1936—2020), kegljavka
- Anton Janša (1734—1773), čebelar, inovator, slikar in bakrorezec
- Janez Janša (uradno Ivan Janša) (*1958), obramboslovec, politik, publicist
- Janez Janša (*1964), pravo/prvotno ime in priimek Emil Hrvatin, umetnik
- Janez Janša (*1970), pravo/prvotno ime in priimek Davide Grassi, umetnik
- Janez Janša (*1973), pravo/prvotno ime in priimek Žiga Kariž, umetnik
- Janez (Jani) Janša, podjetnik, lastnik RTC Krvavec
- Janko Janša (1900—?), smučarski tekač in kolesar
- Jožko/Joško Janša (1900—1960), smučarski tekač, učitelj smučanja in tenisa
- Klemen Janša (1825—1854), botanik
- Lovro Janša (1749—1812), krajinski slikar
- Milan Janša (*1965), veslač
- Miloš Janša (*1950), veslač, športni delavec
- Olga Janša Zorn (1938—2008), zgodovinarka in bibliotekarka
- Rado Janša, zdravnik gastroenterolog
- Rajko Janša, podjetnik, brat Janeza (Ivana) Janše
- Srečko Janša, direktor Kontrole zračnega prometa, direktor direktorata za letalski in pomorski promet RS
- Tone (Anton) Janša (*1943), džezovski glasbenik, skladatelj, aranžer, saksofonist in pedagog
- Valentin Janša (1747—1818), slikar in korektor
- Vid(o) Janša (1912/13—1936), planinec
- Vid Janša, ginekolog

## Znani tuji nosilci priimka
- Leopold Janša (1795—1875), češki violinist